# Battaglia di Roßbach

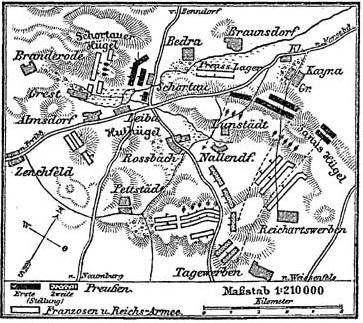
Mappa della battaglia di Roßbach

Nella battaglia di Roßbach (località nel comune sassone di Braunsbedra, oggi in Sassonia-Anhalt) del 5 novembre 1757 il re di Prussia Federico il Grande sconfisse le truppe franco-austriache al comando del principe di Soubise (1715 – 1787), coadiuvato dal comandante delle truppe della coalizzata Austria, feldmaresciallo Giuseppe Federico di Sassonia-Hildburghausen. La battaglia segnò il punto di svolta nella Guerra dei sette anni: da allora il confronto militare con la Francia sarebbe rimasto confinato alle terre della Germania occidentale. Solo 50 anni più tardi, con Napoleone Bonaparte, le truppe francesi si inoltreranno nuovamente così in profondità nel territorio tedesco.

## La battaglia

### Le premesse
L'esercito della alleanza franco-imperiale divenne un pericolo immediato dopo la sua marcia in Turingia. D'altra parte, strategicamente, l'esercito austriaco non costituiva una minaccia immediata ed i russi erano troppo lontani per essere pericolosi. Usando le vie di comunicazione interne, Federico fu in grado di avanzare contro tale esercito. Federico mise insieme il 31 agosto circa 25 000 uomini provenienti da Dresda e condusse le sue truppe con una marcia forzata, coprendo oltre 300 km in 13 giorni. Egli acquistava i rifornimenti durante la marcia, al di fuori delle normali linee di approvvigionamento, avendo lasciato indietro i mezzi di trasporto delle vettovaglie, per accelerare la sua marcia. Costringere il nemico al combattimento fu difficile, dato che quest'ultimo cercava di non farsi raggiungere. Entrambi i rivali andarono avanti ed indietro più volte, cercando ciascuno di aggirare l'altro e finendo col giungere a una posizione di stallo. Nel frattempo tuttavia un'incursione militare austriaca attaccò Berlino e mancò poco alla cattura dell'intera famiglia reale.

### Lo schieramento iniziale
Il campo prussiano, la mattina del 5 novembre 1757 era situato alla sinistra fra Rossbach e Bedra ed alla destra di fronte al nemico. Il comandante francese, principe di Soubise e Giuseppe Federico Guglielmo, duca di Sassonia-Hildburghausen, feldmaresciallo dell'impero, avevano manovrato nei giorni precedenti evitando di fornire a Federico l'occasione di costringerli al combattimento ed in quel momento si trovavano con la loro ala destra vicino a Branderoda e la sinistra a Mücheln. Gli avamposti prussiani stavano nei villaggi subito ad ovest del loro accampamento.

### Le manovre iniziali
Gli alleati con circa 42 000 uomini, indipendentemente dallo schieramento, godevano di una superiorità numerica di due a uno. I loro avamposti sopravanzavano tutte le parti del campo di Federico. Essi avevano avuto la meglio nelle manovre dei giorni precedenti, ed il duca di Hildburghausen ritenne di passare all'offensiva. Tuttavia questi ebbe parecchie difficoltà a convincere il principe di Soubise a correre il rischio di uno scontro diretto cosicché i due alleati non levarono il campo fino al giorno 5. Il Soubise probabilmente intendeva dar battaglia in ora tarda con l'idea di sfruttare il più possibile i vantaggi di un'azione limitata
Il loro piano richiedeva che le forze alleate marciassero verso Zeuchfeld, sulla sinistra di quelle di Federico, che non erano coperte da ostacoli naturali, e quindi si schierassero a battaglia volte a nord, fra Reichardtswerben sulla destra e Pettstädt sulla sinistra. Sia lo schieramento proposto dal duca che l'obiettivo limitato del Soubise parevano avere entrambi buone probabilità di successo prendendo quella posizione che minacciava di tagliare le forze di Federico dalle città sul Saale. Ma tale posizione poteva essere assunta dalle forze alleate solo con una marcia sul fianco dello schieramento prussiano, il che implicava assumere a causa della marcia una posizione debole di fronte al nemico. Gli alleati posero una considerevole attenzione contro questo ovvio rischio di intervento nemico sul loro fianco. Una frettolosa modifica del piano originario per seguire un'ipotesi non sufficientemente fondata fece sì che andassero incontro al disastro.

Federico impiegò l'intera mattina ad osservare il nemico dal tetto di un'abitazione in Roßbach. Lo stadio iniziale dei loro movimenti lo convinse che essi avevano iniziato a spostare le loro salmerie da sud verso nord e verso mezzogiorno andò a pranzo lasciando il capitano von Gaudi nel punto di osservazione. Quest'ufficiale ebbe una diversa impressione delle intenzioni degli alleati poiché le colonne, che di tanto in tanto si potevano osservare fra le ondulazioni del terreno, sembravano girare ad est verso Zeuchfeld. Il rapporto di Gaudi inizialmente servì solo a confermare Federico nel suo errore. Ma quando il re si accorse personalmente che la cavalleria e la fanteria nemiche si erano già avvicinate a Pettstädt, si rese conto delle reali intenzioni degli avversari. Questi in quel momento gli offrivano la battaglia per la quale aveva invano per giorni manovrato e colse senza esitare l'occasione.

### La trappola
L'esercito prussiano lasciò l'acquartieramento e si mosse lasciando un piccolo contingente di truppa per fronteggiare le avanguardie francesi, il fianco protetto dalla collina di Schorthau. Mezz'ora dopo il re diede ordine di attaccare il nemico. Gli alleati stavano procedendo in ordine normale di marcia in due colonne principali, la prima linea sulla sinistra e la seconda sulla destra, più arretrata sulla destra marciava una colonna di riserva e tra la prima e la seconda colonna era in movimento l'artiglieria. La cavalleria dell'ala destra era in testa e quella della sinistra in coda alle colonne principali. Inizialmente essi tennero regolari distanze, ma dopo, ad est di Zeuchfeld si creò una certa confusione. Parte della fanteria appartenente alla riserva si inserì fra le due colonne principali, intralciando i movimenti dell'artiglieria. La rimanente parte del fianco esterno della ruota si trovò impossibilitato a proseguire con il movimento troppo rapido della parte che faceva da perno.
Un debole fianco di protezione fu lanciato verso Roßbach. Quando, da quanto si può giudicare, si vide che i prussiani si spostavano verso est, gli alleati pensarono che questi ultimi stessero per ritirarsi onde evitare di essere attaccati sul fianco e sul retro. I generali alleati quindi ordinarono di accelerare la marcia, mandando in prima linea la cavalleria dell'ala destra verso Reichardtswerben. Essi inoltre richiamarono parte della cavalleria dell'ala sinistra dal fondo della colonna e pure quella di protezione sul fianco perché prendessero parte alla caccia generale. Questo si dimostrò un errore fatale.

### Scatta la trappola
Soubise ed il duca non capirono che la manovra di Federico significava un attacco contro di loro prima che potessero prendere posizione. Essi avevano impiegato più di tre ore per smantellare i loro acquartieramenti e pareva loro impossibile che le truppe di Federico avessero potuto fare altrettanto in un sesto di quel tempo. Inoltre era evidente che i prussiani non stavano dispiegandosi a battaglia di fronte a Rossbach e Nahlendorf.
Federico non aveva intenzione né di disporsi parallelamente al nemico né di ritirarsi. Appena il suo esercito poté muoversi come un'unità sola due volte più veloce degli avversari, egli intendeva fare una deviazione, celato dai colli di Janus e Pölzen, per poi piombare sul nemico improvvisamente da est. Se al momento dello scontro gli alleati avessero già formato le loro linee per la battaglia, fronte a nord, l'attacco li avrebbe colpiti sul fianco; se essi fossero stati ancora in formazione di marcia verso est o verso nord-est, le teste delle loro colonne sarebbero state annientate prima che la rimanente parte avesse avuto il tempo di assumere la posizione di combattimento.
A questo fine il generale Seydlitz, con tutti gli squadroni disponibili, si affrettò verso est da Rossbach dietro la collina Janus verso quella di Pölzen; il colonnello von Moller, con diciotto cannoni pesanti, entrò in azione sulla collina di Hugel alle 3 e 15 contro le colonne di cavalleria dei nemici che avanzavano; la fanteria seguì appena possibile.
Quando la cavalleria alleata, che a quel momento si trovava a nord di Reichardtswerben e parecchio avanti rispetto alla fanteria, finì sotto il fuoco dell'artiglieria di Moller ebbe a patire gravi perdite. Siccome tuttavia era in uso allora utilizzare artiglieria pesante per proteggere una ritirata, essi si contesero la possibilità di porre qualche pezzo in azione. Essi furono quindi sorpresi quando videro i trentotto squadroni di von Seydlitz irrompere improvvisamente sulla testa e sul fianco destro delle loro colonne dalla collina di Polzen a una velocità incredibile. Il risultato rimase dubbio per breve tempo. Von Seydlitz lanciò il suo ultimo squadrone e lui stesso combatté come un semplice soldato, riportando gravi ferite. La mischia si spostò rapidamente verso sud, oltre la fanteria alleata, e finalmente von Seydlitz poté riallineare i suoi cavalieri in una depressione del terreno presso Tagewerben, pronti per il prossimo attacco. Questo primo episodio durò solo un'ora e nel contempo la fanteria prussiana, scaglionata sulla sinistra, stava scendendo la collina di Hugel per incontrare la già confusa e disarticolata fanteria alleata. Gran parte della cavalleria alleata era stata fatta a pezzi e molti di loro scavalcavano i loro stessi compagni per cercare di mettersi in salvo.

### Ultimi tentativi
La fanteria austro-francese, come già aveva fatto la cavalleria, tentò di dispiegare alcuni reggimenti alla testa delle colonne. In particolare i francesi formarono una o due colonne di attacco, ed attaccarono alla baionetta. Ma i cannoni di Moller, che era avanzato con la fanteria prussiana, produssero grossi vuoti nella loro massa. Quando le colonne francesi giunsero alla distanza di un efficace tiro di moschetteria, l'attacco si era esaurito di fronte alle rapide e metodiche scariche delle schiere prussiane.
Nel frattempo gli alleati tentarono invano di formare una linea di combattimento. Le due colonne principali erano troppo vicine l'una all'altra nell'avanzata verso Pettstädt. La riserva, che era rimasta impigliata fra le due colonne principali, riuscì a districarsi solo per gradi, sforzandosi di raggrupparsi con il resto della riserva stessa via dalla destra e l'artiglieria di riserva tentò senza successo di fare altrettanto nel mezzo della fanteria. La fanteria prussiana era ancora disposta a scaglioni sulla sinistra, aveva già respinto le colonne francesi e venne rapidamente a tiro di moschetto da questa massa scombinata. Alcune scariche dirette contro la testa ed i fianchi della colonna furono sufficienti a creare altro disordine ed allora gli squadroni riallineati di von Seydlitz caricarono, del tutto inattesi, il fianco nemico. Allora la fanteria alleata ruppe i ranghi e cadde. Soubise ed il duca, entrambi feriti, riuscirono a tenere uno o due reggimenti insieme, ma la restante parte delle loro truppe si disperse per la campagna. La battaglia era durata meno di un'ora e mezza e l'ultimo sussulto della fanteria meno di un quarto. Solo sette battaglioni prussiani erano stati impegnati con il nemico.

## Le conseguenze
La battaglia, sebbene i suoi effetti nel contesto strategico generale rispetto allo scenario di guerra europeo siano da qualificare come più che modesti e l'avversario principale fosse e rimanesse l'Austria con la sua energica regina Maria Teresa, di fronte ad un evento identificativo con la questione prussiana e cementante per l'intera Germania quale la sconfitta dei francesi, a partire dalla tragedia della Guerra dei sette anni riportò in vita, anche se non definitivamente, gli sbiaditi rapporti intertedeschi di consapevolezza nazionale, almeno da parte protestante.
Inoltre l'emozione della vittoria non fu limitata alla Germania: Federico, dopo la battaglia che lui stesso aveva prima definito obiettivamente come "una passeggiata", in Inghilterra ed in Nord America fu venerato come un idolo, gli furono intitolate strade e trattorie e persino nella nemica Parigi si espresse il malumore, da tempo covato, in entusiastiche dimostrazioni di simpatia da parte dell'opposizione degli intellettuali intorno a Voltaire ed altri, tra i quali non pochi rappresentanti tra i più eminenti dell'aristocrazia francese, verso il monarca prussiano.
Voltaire scrisse nuovi elogi sul suo regale amico, nell'intera Europa racconti omaggianti il re lo festeggiavano come un novello Cesare.
In particolare l'ex sostenitore del "partito della guerra", il ministro degli esteri l'Abate Bernis riconobbe che un ulteriore intervento contro la Prussia era privo di prospettive e si espresse per la conclusione della pace, cosa che accelerò la fine della sua carriera.
Ma soprattutto Rossbach divenne – come si vede persino in Dichtung und Wahrheit di Goethe – segno di una nuova mentalità germanica. Coscienza di sé e autostima furono il motto della generazione allora emergente. Il superamento del vecchio particolarismo come anche l'entusiasmo per la rifiorente letteratura trovarono il loro punto di riferimento, la loro figura simbolica nell'aspetto del vittorioso re di Prussia.